# Кягу
Кя́гу (ест. Kähu küla) — село в Естонії, у волості Тирва повіту Валґамаа.

## Населення
Чисельність населення на 31 грудня 2011 року становила 36 осіб.

## Історія
До 21 жовтня 2017 року село входило до складу волості Гелме.